# Diaphorina solani
Diaphorina solani är en insektsart som beskrevs av Capener 1970. Diaphorina solani ingår i släktet Diaphorina och familjen rundbladloppor. Inga underarter finns listade i Catalogue of Life.